# Scandalo del calcio tedesco del 1971
Lo scandalo del calcio tedesco del 1971 è una serie di partite truccate avvenute durante il campionato 1970-1971 di Bundesliga. Tutto questo avviene a non molta distanza dai Mondiali del 1974, che si tengono proprio in Germania Ovest.
C'è da dire che in questo periodo la differenza fra la Bundesliga e la Regionalliga, il campionato immediatamente sotto di esso, è molta: il primo è professionista e su base nazionale, mentre il secondo è a carattere dilettantesco ed è composto da cinque gironi locali. Per questi motivi la retrocessione nella seconda serie potrebbe avere conseguenze nefaste, sia per le casse dei club che per i calciatori. Viene così scoperto che si possono vendere e comprare alcune partite per evitare questo evento.

## Storia
Il 6 giugno 1971 Horst-Gregorio Canellas, presidente del Kickers Offenbach, organizza una festa per il suo cinquantesimo compleanno a cui partecipano anche alcuni dirigenti della DFB. Durante il ricevimento viene fatta ascoltare un'audiocassetta contenente le registrazioni di alcune conversazioni telefoniche avvenute tra lo stesso Canellas ed alcuni calciatori di altre squadre, tra i quali figurano anche i Nazionali Manfred Manglitz, portiere del Colonia, e Bernd Patzke, difensore dell'Hertha Berlino. Nelle telefonate i calciatori si rendono disponibili ad aiutare l'Offenbach a salvarsi in cambio di denaro.
Alla fine le indagini della Federazione riescono ad appurare che sono state truccate diciotto partite; vengono squalificati cinquantadue calciatori di sette squadre diverse (Colonia, Hertha Berlino, Stoccarda, Schalke 04, Arminia Bielefeld, Duisburg ed Eintracht Braunschweig), alcuni anche a vita, due allenatori e sei dirigenti, incluso lo stesso Canellas.
Ad ogni modo, nonostante questi avvenimenti non viene modificata la classifica del campionato appena terminato, in particolare viene confermata la retrocessione in Regionalliga dell'Offenbach di Canellas. Però ci sono conseguenze per l'Arminia Bielefeld: la squadra sfugge alla retrocessione in questa stagione e viene fatta partecipare regolarmente alla successiva edizione di Bundesliga; viene però deciso che retrocederà al termine della stessa, indipendentemente dal risultato del campo.
Per evitare il ripetersi di episodi simili viene decisa la creazione della Zweite Bundesliga, campionato anch'esso professionista e su base nazionale, inoltre viene abolito il tetto agli ingaggi che era stato in vigore fino a quel momento.